# USS Medregal (SS-480)
USS Medregal (SS-480/AGSS-480) là một  tàu ngầm lớp Tench được Hải quân Hoa Kỳ chế tạo vào giai đoạn cuối Chiến tranh Thế giới thứ hai. Nó là chiếc tàu chiến duy nhất của Hải quân Hoa Kỳ được đặt cái tên này, theo tên tiếng Tây Ban Nha của một loài trong họ Cá khế. Nhập biên chế năm 1945, nó hoàn tất quá trễ để có thể phục vụ trong Thế Chiến II, nhưng đã phục vụ trong giai đoạn Chiến tranh Lạnh cho đến khi xuất biên chế vào năm 1970. Con tàu bị bán để tháo dỡ vào năm 1972. 

## Thiết kế và chế tạo

### Thiết kế
Lớp tàu ngầm Tench là sự cải tiến tiếp theo của các lớp tàu ngầm hạm đội   Balao và   Gato, vốn đã chứng minh thành công trong hoạt động chống Nhật Bản tại Mặt trận Thái Bình Dương. Lớp tàu này, tích lũy những kinh nghiệm trong giai đoạn đầu của cuộc xung đột, là lớp tàu ngầm cuối cùng được Hải quân Hoa Kỳ chế tạo trong chiến tranh.
Những chiếc lớp Tench có chiều dài 311 ft 9 in (95,02 m), mạn tàu rộng 27 ft 4 in (8,33 m) và mớn nước tối đa 17 ft (5,2 m), có trọng lượng choán nước 1.570 tấn Anh (1.600 t) khi nổi và 2.414 tấn Anh (2.453 t) khi lặn. Chúng trang bị bốn động cơ diesel Fairbanks-Morse 38D8-⅛ 10-xy lanh chuyển động đối xứng, dẫn động máy phát điện để cung cấp điện năng cho hai động cơ điện, đạt được công suất 5.400 shp (4.000 kW) cho phép di chuyển với tốc độ tối đa 20,25 hải lý trên giờ (37,50 km/h) khi nổi. Khi hoạt động ngầm dưới nước, chúng được cung cấp điện từ hai dàn ắc-quy Sargo 126-cell để vận hành hai động cơ điện Elliott lõi kép tốc độ chậm, có công suất 2.740 shp (2.040 kW) và đạt tốc độ tối đa 8,75 kn (16,21 km/h). Tầm xa hoạt động là 16.000 hải lý (30.000 km) khi đi trên mặt nước ở tốc độ 10 kn (19 km/h) và có thể hoạt động kéo dài đến 75 ngày; tuy nhiên khả năng hoạt động ngầm bị giới hạn bởi dung lượng điện ắc-quy, sẽ cạn trong 48 giờ khi di chuyển với tốc độ 2 kn (3,7 km/h). Chiếc tàu ngầm mang theo tiếp liệu đủ cho mười sĩ quan và 71 thủy thủ trong 75 ngày.
Lớp Tench được trang bị mười ống phóng ngư lôi 21 in (530 mm), gồm sáu ống trước mũi và bốn ống phía đuôi tàu, và mang theo tổng cộng 28 quả ngư lôi. Vũ khí trên boong tàu gồm một hải pháo 5 inch/25 caliber, một khẩu pháo phòng không Bofors 40 mm nòng đơn và một khẩu đội Oerlikon 20 mm nòng đôi, kèm theo hai súng máy .50 caliber.

### Chế tạo
Medregal được đặt lườn tại Xưởng hải quân Portsmouth ở  Kittery, Maine vào ngày 21 tháng 8, 1944. Nó được hạ thủy vào ngày 15 tháng 12, 1944, được đỡ đầu bởi bà A. H. Taylor, và được cho nhập biên chế cùng Hải quân Hoa Kỳ vào ngày 14 tháng 4, 1945 dưới quyền chỉ huy của Hạm trưởng, Trung tá Hải quân William M. Wright.

## Lịch sử hoạt động

### 1945 - 1959
Medregal khởi hành từ Xưởng hải quân Portsmouth vào tháng 4, 1945. Tại bờ biển phía Bắc Panama, nó mắc tai nạn va chạm với một tàu hộ tống khu trục Hoa Kỳ đang khi lặn, và bị hư hại vỏ bọc kính tiềm vọng và ăn-ten radar, nên bước phải quay trở lại Portsmouth để sửa chữa, đúng vào lúc Đức Quốc Xã đầu hàng tại Châu Âu. Sau khi được sửa chữa, nó rời Căn cứ Tàu ngầm Hải quân tại New London, Connecticut vào ngày 16 tháng 6 để tham gia những hoạt động sau cùng chống Nhật Bản tại Thái Bình Dương. Tuy nhiên chiếc tàu ngầm vẫn còn đang trên đường đi khi Nhật Bản chấp nhận đầu hàng vào ngày 15 tháng 8, nên nó được lệnh quay trở lại vùng kênh đào Panama, rồi đến Key West, Florida, để hoạt động cùng Hải đội Tàu ngầm 4.
Từ cuối năm 1945 đến giữa năm 1957, Medregal hoạt động từ căn cứ Key West trong các nhiệm vụ huấn luyện sĩ quan dự bị, hỗ trợ hoạt động của Trường Sonar Hạm đội, và tham gia các cuộc tập trận chống tàu ngầm. Phạm vi hoạt động của nó kéo dài dọc bờ Đông Hoa Kỳ, từ Florida đến Virginia, vịnh Mexico và vùng biển Caribe cùng các khu vực hoạt động trong Đại Tây Dương. Chiếc tàu ngầm đôi khi còn được phái sang căn cứ hải quân vịnh Guantánamo, Cuba và Havana, Cuba, cũng như sang Puerto Rico và quần đảo Tây Ấn. Từ tháng 3 đến tháng 11, 1952, nó trải qua đợt nâng cấp Ống hơi Hạm đội tại Charleston, South Carolina.
Medregal đi đến Xưởng hải quân Charleston vào ngày 17 tháng 6, 1957 để được cải biến thành một tàu ngầm dẫn đường cho tên lửa hành trình. Nó hòa tát việc đại tu vào ngày 22 tháng 11, rồi đi đến Norfolk, Virginia để hoạt động cùng Hải đội Tàu ngầm 6. Trong suốt 18 tháng tiếp theo, nó tham gia các dự án đánh giá tên lửa tại vùng biển Caribe ngoài khơi quần đảo Virgin và trong Đại Tây Dương ngoài khơi Puerto Rico.

### 1959 - 1970
Được điều động sang Hải đội Tàu ngầm 3 từ ngày 10 tháng 7, 1959, Medregal rời Norfolk vào ngày 25 tháng 7 để đi sang khu vực Thái Bình Dương, đi đến Trân Châu Cảng vào ngày 24 tháng 8. Nó phục vụ tại vùng biển quần đảo Hawaii cho đến ngày 9 tháng 1, 1960, khi nó lên đường đi sang Viễn Đông, đi đến căn cứ Yokosuka vào ngày 26 tháng 1. Chiếc tàu ngầm đã hoạt động huấn luyện và thực hành cùng các tàu chiến của Đệ Thất hạm đội trong suốt năm tháng tiếp theo tại khu vực Tây Thái Bình Dương, trải dài từ Nhật Bản cho đến Philippines, trước khi quay trở về Trân Châu Cảng vào ngày 1 tháng 7.
Medregal tiếp tục hoạt động huấn luyện và thực hành cùng hải đội tại khu vực giữa Hawaii và vùng bờ Tây. Từ tháng 9, 1961 đến tháng 3, 1962, nó có lượt phục vụ thứ hai cùng Đệ Thất hạm đội tại Viễn Đông. Sang tháng 5, 1962, nó cùng với tàu ngầm Carbonero (SS-337) tham gia một cuộc thử nghiệm bom nguyên tử gần đảo Christmas trong khuôn khổ Chiến dịch Dominic, là lần đầu tiên và duy nhất một tên lửa đạn đạo phóng từ tàu ngầm UGM-27 Polaris mang đầu đạn nhiệt hạch 600 kt được thử nghiệm khi được phóng từ tàu ngầm Ethan Allan (SSBN-608). Đến tháng 10, nó quay về vùng bờ Tây để tham gia cuộc tập trận chống tàu ngầm SLAMEX và huấn luyện dự bị tại vùng biển Puget Sound. Sau khi quay trở lại Trân Châu Cảng vào giữa tháng 12, trong hai năm tiếp theo nó hoạt động huấn luyện và thực hành thường lệ tại khu vực giữa Hawaii và vùng bờ Tây.
Đến giữa tháng 4, 1965, Medregal lại rời Trân Châu Cảng cho một lượt hoạt động khác tại khu vực Tây Thái Bình Dương. Nó thoạt tiên hướng sang Australia, viếng thăm Brisbane, Sydney, và Melbourne, cùng tham gia các hoạt động kỷ niệm Trận chiến biển Coral. Đến tháng 5, nó lên đường đi sang Philippines và hoạt động từ Căn cứ vịnh Subic. Vào ngày 13 tháng 7, nó mắc tai nạn va chạm với một tàu buôn đang khi lặn trong biển Đông, bị hư hại đáng kể tháp chỉ huy, các kính tiềm vọng và ống hơi. Chiếc tàu ngầm phải quay trở về vịnh Subic để sửa chữa tạm thời, rồi quay trở về Trân Châu Cảng và tiếp tục đi đến Xưởng hải quân Mare Island tại Vallejo, California để được sửa chữa triệt để. Nó quay trở lại Trân Châu Cảng vào cuối tháng 12, 1965.
Medregal khởi hành từ Trân Châu Cảng vào ngày 2 tháng 7, 1966 để đi sang Nhật Bản. Nó ghé đến Yokosuka vào ngày 15 tháng 7, rồi tham gia cùng các tàu sân bay và tàu khu trục thuộc Đệ Thất hạm đội để thực hành chống tàu ngầm tại khu vực Tây Thái Bình Dương, cũng như tập trận phối hợp cùng tàu chiến của Hải quân Trung Hoa Dân Quốc (Đài Loan). Đến tháng 1, 1967, chiếc tàu ngầm quay trở về cảng nhà tại quần đảo Hawaii, nơi nó tiếp nối các hoạt động huấn luyện và thực hành cùng Hải đội Tàu ngầm 1 từ căn cứ Trân Châu Cảng cho đến 1 tháng 5. Nó được điều sang Hải đội Tàu ngầm 3 đặt căn cứ tại San Diego, California. Đến ngày 1 tháng 5, 1967, nó được xếp lại lớp như một tàu ngầm phụ trợ, và mang ký hiệu lườn AGSS-480. Vào ngày 6 tháng 2, 1969, trong một cuộc thực hành tác xạ, nó phóng ngư lôi đánh chìm mục tiêu là tàu ngầm Redfish (SS-395), một cựu binh thời Thế Chiến II, ngoài khơi bờ biển California.
Vào ngày 24 tháng 6, 1969, Medregal xuất phát từ San Diego cho lượt phục vụ cuối cùng tại khu vực Tây Thái Bình Dương. Chiếc tàu ngầm đã có các chặng dừng tại Hawaii; Guam; Việt Nam (hai lần); vịnh Subic và Manila, Philippines; Changwon, Hàn Quốc; Yokosuka và Kobe, Nhật Bản; Cao Hùng, Đài Loan; và Hong Kong. Trong giai đoạn này nó được xếp lại lớp như một tàu ngầm tấn công và mang lại ký hiệu lườn cũ SS-480 từ ngày 1 tháng 10. Sau khi quay trở về San Diego vào ngày 24 tháng 12, 1969, nó tiếp tục các hoạt động tại chỗ cho đến tháng 8, 1970.
Medregal được cho xuất biên chế đồng thời rút tên khỏi danh sách Đăng bạ Hải quân Hoa Kỳ vào ngày 1 tháng 8, 1970. Con tàu cuối cùng bị bán cho hãng Nicolai Joffe Co. tại Beverly Hills, California vào ngày 13 tháng 6, 1972, và bị tháo dỡ tại San Pedro, California.

## Phần thưởng
|  |             |  |
|  | Bronze star |  |

| Dãi băng Hoạt động Tác chiến         | Huân chương Chiến dịch Hoa Kỳ                                   | Huân chương Chiến dịch Châu Á-Thái Bình Dương |
| Huân chương Chiến thắng Thế Chiến II | Huân chương Phục vụ Phòng vệ Quốc gia với 1 Ngôi sao Chiến trận | Huân chương Phục vụ Việt Nam                  |